# KATM
KATM (Branding: Kat Country 103) ist ein US-amerikanischer Countrymusik-Hörfunksender in Modesto im US-Bundesstaat Kalifornien. Betreiber und Eigentümer ist die Citadel Broadcasting Corporation. Der Radiosender ist auf der UKW-Frequenz 103,3 MHz zu empfangen.